# مارسيل ديون (سياسي)
مارسيل ديون هو سياسي كندي، ولد في 21 نوفمبر 1931 في Saint-Victor, Quebec ‏ في كندا، وتوفي في 3 مارس 1998 بسبب نوبة قلبية. نشط حزبياً في الحزب الليبرالي الكندي. وقد انتخب عضو مجلس العموم الكندي.